# The Road to Escondido

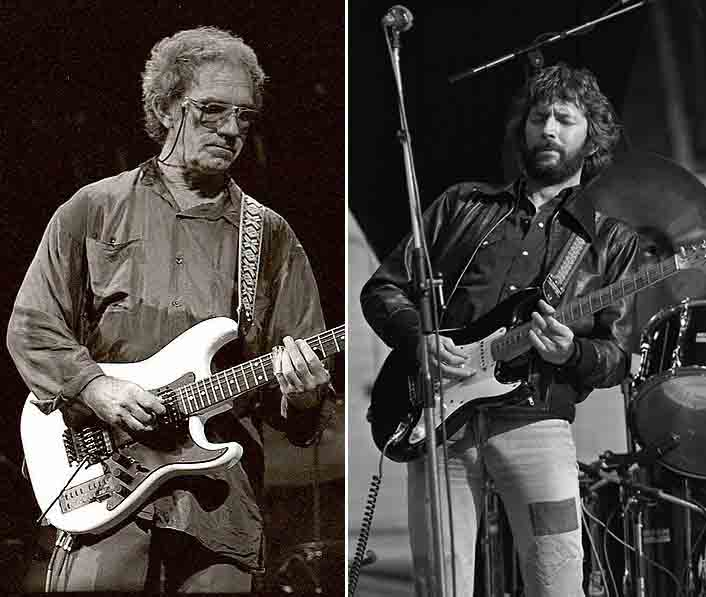
J. J. Cale y Eric Clapton.

The Road to Escondido es un álbum de estudio de los músicos J.J. Cale y Eric Clapton, publicado por la compañía discográfica Reprise Records en noviembre de 2006.

## Historia
En junio de 2004, Eric Clapton organizó un festival de tres días en el Estadio Cotton Bowl en Dallas, Texas, en favor de su centro de rehabilitación Crossroads en la isla de Antigua, en el Caribe. El concierto, llamado Crossroads Guitar Festival, incluyó a artistas del blues-rock de la talla de B.B. King, John Mayer, Jeff Beck, Carlos Santana, John McLaughlin, Eric Johnson, Buddy Guy, y muchos otros, incluido el propio J.J. Cale. Clapton aprovechó el momento para pedirle a Cale que le produjese un álbum. Empezaron a trabajar juntos y decidieron, al final, grabar el disco en conjunto.
El álbum incluye a músicos como Billy Preston, Pino Palladino, Derek Trucks, Taj Mahal, John Mayer, y los acompañantes usuales de Clapton en la última década, Doyle Bramhall II, Nathan East.
El nombre del álbum se debe a Escondido, una ciudad de California, Estados Unidos, muy cercana al lugar de residencia de Cale (Valley Center, California).
En 2008 ganó el Premio Grammy por Mejor disco de blues contemporáneo.

## Lista de temas
Todas las canciones compuestas por J.J. Cale excepto las que se indiquen
1. "Danger" - 5:34
2. "Heads in Georgia" - 4:12
3. "Missing Person" - 4:26
4. "When This War Is Over" - 3:49
5. "Sporting Life Blues" (Brownie McGhee) - 3:31
6. "Dead End Road" - 3:30
7. "It's Easy" - 4:19
8. "Hard to Thrill" (Eric Clapton / John Mayer) - 5:11
9. "Anyway the Wind Blows" - 3:56
10. "Three Little Girls" (Eric Clapton) - 2:44
11. "Don't Cry Sister" - 3:10
12. "Last Will and Testament" - 3:57
13. "Who Am I Telling You" - 4:08
14. "Ride the River" - 4:35

## Personal
- J.J. Cale: Guitarras, teclados, voz.
- Eric Clapton: Guitarras, voz.

- Derek Trucks: Guitarra
- Jim Karstein: Batería, percusión
- James Cruce: Batería, percusión
- Steve Jordan: Batería
- Abraham Laboriel Jr.: Batería
- Gary Gilmore: Bajo
- Willie Weeks: Bajo
- Nathan East: Bajo
- Pino Palladino: Bajo
- Billy Preston: Hammond, Fender Rhodes, Wurlitzer
- Walt Richmond: Piano
- Doyle Bramhall II: Guitarra
- John Mayer: Guitarra
- Albert Lee: Guitarra
- Christine Lakeland: Guitarra, voces
- Simon Climie: Percusión
- David Teegarden: Percusión
- Taj Mahal: Armónica
- Dennis Caplinger: Violín
- Bruce Fowler: Viento
- Marty Grebb: Viento
- Steve Madaio: Viento
- Jerry Peterson: Viento

## Producción
- Eric Clapton: Productor, Concept
- Simon Climie: Programación, productor, edición digital
- Alan Douglas: Ingeniero
- Bob Ludwig: Masterización
- Mike Kappus: Dirección
- Lee Dickson: Técnico de guitarras
- Catherine Roylance: Dirección artística
- Joel Evenden: Edición digital
- Nigel Carroll: Asistente personal